# Jan Rosenthal
Jan Rosenthal (Sulingen, 7 de abril de 1986) é um ex-futebolista profissional alemão que atuava como atacante.

## Carreira
Rosenthal começou a carreira no SV Staffhorst. Em 2015, ele assinou um contrato de dois anos com o Darmstadt 98. Rosenthal atuou pelas seleções sub-19 e sub-21 da Alemanha.